# Народное издательство
Народное издательство — крупная книгопечатная компания дореволюционной России. Полное наименование — Товарищество на паях «Народное издательство». Компания была зарегистрирована и осуществляла свою деятельность в Москве.

## История

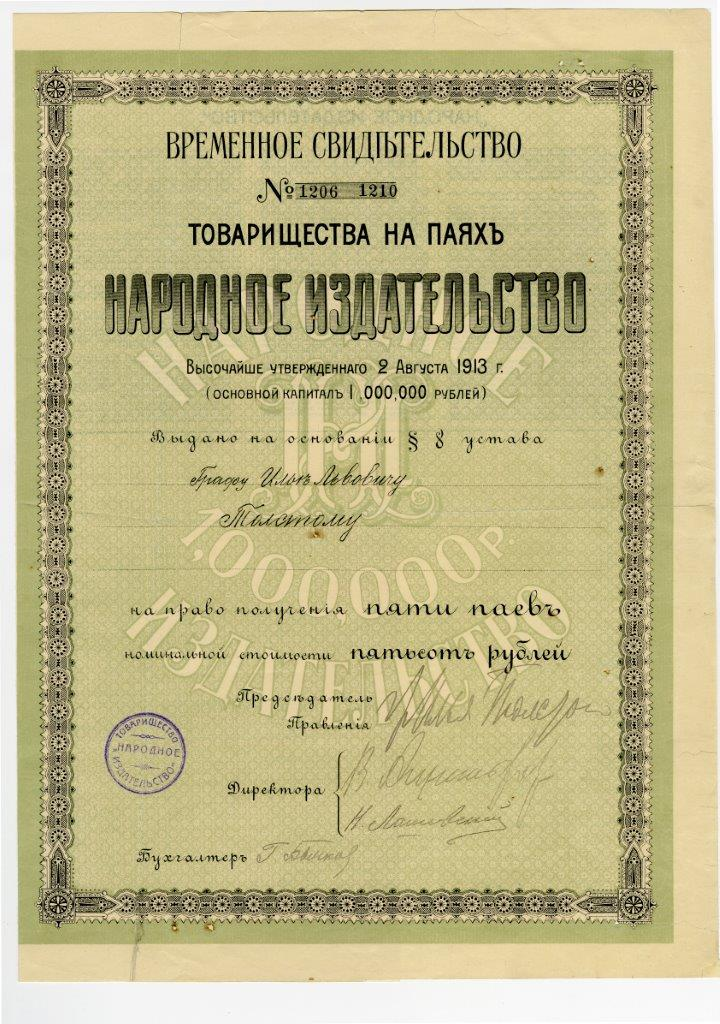
Временное свидетельство на право получения пяти паёв номинальной стоимостью пятьсот руб. Товарищества на паях «Народное издательство», выданное на имя графа И. Л. Толстого, Москва, 1915 г.

К началу XX в. интерес к печатному слову в России с каждым годом рос быстрыми темпами, а сама книга являлась, пожалуй, главным средством удовлетворения тяги к культуре широких слоев населения. Основными потребителями печатной продукции постепенно становились рабочие, городские мещане, грамотное крестьянство. В процессе экономического подъёма, переживаемого Россией, пробуждению читательской активности, кроме того, способствовали бурный рост народного образования, открытие народных читален и библиотек. С ростом многотысячной читательской аудитории возрастали тиражи. Это, в свою очередь, вело к удешевлению книжной продукции и, как следствие, — делало книгу более доступной для народа.
Товарищество на паях «Народное издательство» было учреждено московским дворянином Николаем Николаевичем Волынцевым (Устав Высочайше утвержден 2 августа 1913 г.) при участии Ильи Львовича Толстого (1866—1933), занимавшего пост Председателя правления компании, — русского писателя, журналиста и педагога, одного из сыновей Льва Николаевича Толстого.
Как явствует из Устава компании, «Народное издательство» учреждалось «Для издания всякого рода произведений печати, классных и наглядных пособий, для торговли ими как за свой счёт, так и на комиссионных началах, и для эксплуатации авторских, музыкальных и художественных прав». Основной капитал Товарищества определялся в 1 млн руб, разделённых на 10 тыс. паёв по 100 рублей каждый.